# Jens M. Lucke
Jens M. Lucke (* 1960 in Bremen) ist ein deutscher Autor, Journalist und Übersetzer.

## Leben
Jens M. Lucke wurde 1960 in Bremen geboren. Sein Vater war Studienrat und seine Mutter MTA und Hausfrau. Die mütterliche Seite seiner Familie war nach dem Zweiten Weltkrieg nach Kanada ausgewandert und lebt in British Columbia, weshalb er während seiner Kindheit wiederholt Monate in Vancouver und, aufgrund von Auslandsengagements des Vaters, auch in New York verbrachte. 1971 zog er mit seiner Familie nach Johannesburg, Südafrika, wo sein Vater den Posten des Schulleiters der Deutschen Schule zu Johannesburg (DSJ) übernahm. Mit 17 absolvierte er das südafrikanische Matric und ging anschließend ein Jahr nach Windhoek, in Südwestafrika (heutiges Namibia). An der Deutschen Höheren Privatschule Windhoek (DHPS) machte er im Dezember 1978 sein Abitur. 1979 kehrte er nach Deutschland zurück und begann an der Universität Mannheim ein Studium der Betriebswirtschaftslehre (BWL). Parallel dazu nahm er bei der Rhein-Neckar-Zeitung in der Lokalredaktion Mannheim und im Feuilleton seine journalistische Tätigkeit als freier Mitarbeiter auf. Außerdem arbeitete er als Referent für politische Flüchtlinge für amnesty international und gehörte von 1980 bis 1982 der Statisterie des Nationaltheater Mannheim an.
Nach dem Grundstudium BWL wechselte Lucke an die Universität Heidelberg und begann dort ein Jurastudium, das er ab 1984 an der Universität Bonn bis zum ersten Staatsexamen 1987 fortsetzte. Während dieser Zeit berichtete er mehrere Jahre für deutsche Zeitungen über kulturelle Themen aus Ägypten, da seine Eltern inzwischen in Kairo lebten. Im Anschluss an das Studium zog er nach Hamburg und berichtete als politischer Korrespondent für mehrere süddeutsche Zeitungen (u. a. Die Rheinpfalz, Südkurier) aus Hamburg und Bremen.
1992 zog er mit seiner Frau nach Kattendorf in Schleswig-Holstein und entwarf im Folgejahr das offizielle Wappen für den Ort. 1995 wurde seine Kurzgeschichte Eine Nachbarschaft, die sich kritisch mit der deutschen Haltung im Bosnienkrieg befasst, als eine der zehn Besten in die Anthologie foglio-Preis für junge Literatur 1995 aufgenommen und auf der 47. Frankfurter Buchmesse vorgestellt. Ab 2011 berichtete er als politischer Korrespondent für deutsche und internationale Publikationen über die Revolution in Ägypten (Arabischer Frühling) und die Verstrickung der Bundesregierung mit dem Regime in Kairo und veröffentlichte investigative Reportagen.
Ab Ende 2015 lehrte Lucke im Rahmen der Integration von Flüchtlingen vor allem aus dem Nahen Osten an der Volkshochschule Bremen für über ein Jahr Deutsch als Fremdsprache. Im Rahmen der 5. Bremer Integrationswoche berichtete er 2016 über das Schicksal eritreischer Flüchtlinge, die in Deutschland, mit Wissen und Duldung der Bundesregierung, von der eritreischen Botschaft zu Zahlungen an das Regime in Eritrea gezwungen wurden. Von 2017 bis 2019 zeichnete er als Chefredakteur für das Onlinenportal Palästina Nachrichten verantwortlich. Er veröffentlichte zwei Bücher, einen Aphorismenband, Ernst ist heiter (2009), und einen Band mit Erzählungen, Spielereien (2015, 2. Aufl. 2023).
Jens M. Lucke lebt als freier Journalist, Autor und Übersetzer in Niedersachsen. Er ist verheiratet mit der Redakteurin und Buchautorin Gisa Bührer-Lucke.

## Auszeichnungen
- 1995: Aufnahme in die Bestenliste des foglio-Preis für junge Literatur 1995, In: Kaleidoskop ’95, ISBN 3-9804752-0-4

## Werke
- Ernst ist Heiter. Aphorismen. Shaker Media, Düren 2009, ISBN 978-3-86858-315-1
- Spielereien. Erzählungen. BoD, Hamburg 2015 (2. Aufl. 2023), ISBN 978-3-7386-1071-0